# Centro de Documentación Europea
El Centro de Documentación Europea es una biblioteca especializada en temas de integración europea y centro depositario de las publicaciones de las Instituciones europeas. En él se puede consultar la legislación, jurisprudencia, estadísticas de la UE, y cualquier otro aspecto relacionado con el desarrollo de sus políticas.
También cumple una misión de toma de contacto con información sobre oportunidades de empleo, estudios en la UE, comunicación con instituciones y sus representantes. Pone en contacto a los usuarios con otras redes de información u organismos y sirve de soporte documental a otras redes europeas.
Hay 400 centros en los Estados miembros de la UE.